# الحطاوط (الشعر)

تعديل مصدري - تعديل

الحطاوط محلة تابعة لقرية رحة، التابعة لعزلة الا ملؤك بمديرية الشعر إحدى مديريات محافظة إب في الجمهورية اليمنية، بلغ تعداد سكانها 39 حسب تعداد اليمن لعام 2004.